# AION Linguistica
AION Linguistica ist eine Peer-Review-Fachzeitschrift für Sprachwissenschaft. Die Zeitschrift wurde 1959 gegründet und wird durch die Universität Neapel L’Orientale in Neapel verlegt. Herausgeber ist Alberto Manco.

## Geschichte und Ziele der Zeitschrift
AION Linguistica wurde 1959 von Walter Belardi gegründet. Die zweite Serie wurde von 1979 bis 2011 im damaligen Dipartimento di Studi del Mondo classico e del Mediterraneo antico verlegt und von Domenico Silvestri herausgegeben. Seit 2000 ist Alberto Manco Chef-Redakteur. Mit der Erweiterung des neuen Fachbereich Dipartimento di Studi Letterari, Linguistici e Comparati ist die Fachzeitschrift seit 2012 auf Beiträge zu breiteren Bereichen der Sprachwissenschaft ausgerichtet (unter Einbeziehung der literarischen und der vergleichenden Perspektive).
Unter den seit ihrer Gründung zur Fachzeitschrift beitragenden Autoren gibt es Walter Belardi, Françoise Bader, Jürgen Untermann, Michel Lejeune, Francisco Villar Liébana, Giuliano Bonfante, Helmut Rix, Aldo Luigi Prosdocimi, José Luis García Ramón und viele mehr.